# 永州市第一中学
永州市第一中学（英語: Hunan Yongzhou No.1 High School）は、中華人民共和国湖南省永州市零陵区迴龍塔路にある公立の高等学校。略称は永州一中。

## 校訓
- 自強不息，厚德博學

## 施設概要
- 第一教学楼
- 第二教学楼
- 第三教学楼
- 第四教学楼
- 紅楼
- 図書館
- 体育館
- 博育館
- 実験楼
- 学生公寓
- 学校食堂